# Ernesto II di Lippe-Biesterfeld
Ernesto di Lippe-Biesterfeld, il cui nome completo era Ernesto Casimiro Federico Carlo Eberardo (Oberkassel, 9 giugno 1842 – Schloss Lopshorn, 26 settembre 1904), fu il quinto conte di Lippe-Biesterfeld e, in quanto tale, capo dell'omonimo ramo della Casata di Lippe. Dal 1897 fino alla sua morte fu reggente del Principato di Lippe.

## Gioventù e dispute dinastiche
Ernesto nacque nel quartiere di Oberkassel a Bonn; egli era il terzo figlio di Giulio, conte di Lippe-Biesterfeld, (1812-1884) e della contessa Adelaide di Castell-Castell (1818-1900). Il 17 maggio 1884 egli succedette al padre come capo del ramo dei Lippe-Biesterfeld; dopo i principi regnanti di Lippe, i Biesterfeld erano la maggiore tra le linee della dinastia principesca, seguiti dai conti di Lippe-Weissenfeld e dai principi di Schaumburg-Lippe.
Il 20 marzo 1895 il Principe di Lippe, Valdemaro, morì senza aver generato figli; il suo erede era il fratello Alessandro, che era però incapace di governare a causa di una malattia mentale. Per questo motivo venne disposta l'istituzione di una reggenza: con decreto emanato nel 1890 dallo stesso principe Valdemaro, e mantenuto segreto fino alla sua morte, si nominò reggente il principe Adolfo di Schaumburg-Lippe, cognato dell'imperatore tedesco Guglielmo II in quanto marito della sorella Vittoria di Prussia, e non il conte Ernesto di Lippe-Biesterfeld.
Questo atto venne però contestato dal conte Ernesto che avanzò delle pretese sulla reggenza; la dieta di Lippe confermò però il principe Adolfo nella sua posizione di reggente il 24 aprile 1895, in attesa di stabilire un accordo definitivo sulla questione.

## Reggenza di Lippe
Un accordo venne raggiunto nel 1897, quando una commissione presieduta da re Alberto di Sassonia si dichiarò in favore delle richieste di Ernesto; il principe Adolfo rassegnò quindi le dimissioni e venne rimpiazzato dal Conte di Lippe-Biesterfeld.
Nella sua carica di reggente, Ernesto venne snobbato dall'Imperatore di Germania, dopo che gli scrisse lamentandosi che gli ufficiali di stanza nel territorio di Lippe non salutavano i suoi figli, né si rivolgevano loro con gli appellativi di Altezze Serenissime, appropriati per i membri di una famiglia regnante, e che questo era il risultato di un ordine specifico del comandante generale della guarnigione di Detmold. Il telegramma inviato come risposta dal Kaiser fu il seguente:
Ernesto rimase reggente del Principato fino alla sua morte, avvenuta a Schloss Lopshorn; venne succeduto dal figlio Leopoldo come Conte di Lippe-Biesterfeld e Reggente di Lippe, prima che questo divenisse, quattro mesi più tardi, Principe di Lippe alla morte del principe Alessandro.

## Matrimonio e discendenza
Ernesto sposò la contessa Carolina di Wartensleben (1844-1905) il 16 settembre 1869 a Neudorf. Dal matrimonio nacquero sei figli:
- Adelaide (22 giugno 1870 – 3 settembre 1948), sposò il principe Federico Giovanni di Sassonia-Meiningen;
- Leopoldo IV, principe di Lippe (30 maggio 1871 – 30 dicembre 1949);
- Bernardo (26 agosto 1872 – 19 giugno 1934), fu il padre di Bernhard van Lippe-Biesterfeld, principe consorte della regina Giuliana dei Paesi Bassi;
- Giulio (2 settembre 1873 – 15 settembre 1952), sposò la duchessa Maria di Meclemburgo-Strelitz;
- Carola (2 settembre 1873 – 23 aprile 1958);
- Matilde (27 marzo 1875 – 12 febbraio 1907).

## Ascendenza
|                                        |                                       |                                                     | Genitori                                             |  |  | Nonni |  |  | Bisnonni                                    |  |  | Trisnonni                                       |  |
|                                        |                                       |                                                     |                                                      |  |  |       |  |  | 8. Carl Ernst Casimir zur Lippe-Biesterfeld |  |  | 16. Friedrich Karl August zur Lippe-Biesterfeld |  |
|                                        |                                       |                                                     |                                                      |  |  |       |  |  | 8. Carl Ernst Casimir zur Lippe-Biesterfeld |  |  | 16. Friedrich Karl August zur Lippe-Biesterfeld |  |
|                                        |                                       | 17. Barbara Eleonore von Solms-Baruth               |                                                      |  |  |       |  |  | 8. Carl Ernst Casimir zur Lippe-Biesterfeld |  |  |                                                 |  |
| 4. Ernst zur Lippe-Biesterfeld         |                                       |                                                     |                                                      |  |  |       |  |  | 8. Carl Ernst Casimir zur Lippe-Biesterfeld |  |  |                                                 |  |
|                                        |                                       | 9. Ferdinande zu Bentheim-Tecklenburg-Rheda         | 18. Moritz Kasimir von Bentheim-Tecklenburg          |  |  |       |  |  |                                             |  |  |                                                 |  |
|                                        |                                       | 9. Ferdinande zu Bentheim-Tecklenburg-Rheda         | 18. Moritz Kasimir von Bentheim-Tecklenburg          |  |  |       |  |  |                                             |  |  |                                                 |  |
|                                        |                                       | 9. Ferdinande zu Bentheim-Tecklenburg-Rheda         | 19. Albertine zu Ysenburg und Büdingen in Meerholz   |  |  |       |  |  |                                             |  |  |                                                 |  |
| 2. Julius zur Lippe-Biesterfeld        |                                       | 9. Ferdinande zu Bentheim-Tecklenburg-Rheda         |                                                      |  |  |       |  |  |                                             |  |  |                                                 |  |
|                                        |                                       | 10. Karl Philipp von Unruh                          | 20. Ludwig Philipp von Unruh                         |  |  |       |  |  |                                             |  |  |                                                 |  |
|                                        |                                       | 10. Karl Philipp von Unruh                          | 20. Ludwig Philipp von Unruh                         |  |  |       |  |  |                                             |  |  |                                                 |  |
|                                        |                                       | 10. Karl Philipp von Unruh                          | 21. Christiane Eleonora de Bruyn                     |  |  |       |  |  |                                             |  |  |                                                 |  |
| 5. Modeste von Unruh                   |                                       | 10. Karl Philipp von Unruh                          |                                                      |  |  |       |  |  |                                             |  |  |                                                 |  |
|                                        |                                       | 11. Elisabeth Henriette Dorothea von Kameke         | 22. Otto Felix Friedrich von Kameke                  |  |  |       |  |  |                                             |  |  |                                                 |  |
|                                        |                                       | 11. Elisabeth Henriette Dorothea von Kameke         | 22. Otto Felix Friedrich von Kameke                  |  |  |       |  |  |                                             |  |  |                                                 |  |
|                                        |                                       | 11. Elisabeth Henriette Dorothea von Kameke         | 23. Johanna Dorothea Charlotte von Oldenburg         |  |  |       |  |  |                                             |  |  |                                                 |  |
| 1. Ernst II zur Lippe-Biesterfeld      |                                       | 11. Elisabeth Henriette Dorothea von Kameke         |                                                      |  |  |       |  |  |                                             |  |  |                                                 |  |
|                                        | 12. Friedrich Carl zu Castell-Castell | 24. Christian Friedrich Karl zu Castell-Rüdenhausen |                                                      |  |  |       |  |  |                                             |  |  |                                                 |  |
|                                        | 12. Friedrich Carl zu Castell-Castell | 24. Christian Friedrich Karl zu Castell-Rüdenhausen |                                                      |  |  |       |  |  |                                             |  |  |                                                 |  |
|                                        | 12. Friedrich Carl zu Castell-Castell | 25. Catharina Hedwig von Castell-Remlingen          |                                                      |  |  |       |  |  |                                             |  |  |                                                 |  |
| 6. Friedrich Ludwig zu Castell-Castell | 12. Friedrich Carl zu Castell-Castell |                                                     |                                                      |  |  |       |  |  |                                             |  |  |                                                 |  |
|                                        |                                       | 13. Amalie zu Löwenstein-Wertheim-Virneburg         | 26. Johann Karl zu Löwenstein-Wertheim-Freudenberg   |  |  |       |  |  |                                             |  |  |                                                 |  |
|                                        |                                       | 13. Amalie zu Löwenstein-Wertheim-Virneburg         | 26. Johann Karl zu Löwenstein-Wertheim-Freudenberg   |  |  |       |  |  |                                             |  |  |                                                 |  |
|                                        |                                       | 13. Amalie zu Löwenstein-Wertheim-Virneburg         | 27. Dorothea Maria von Hessen-Philippsthal-Barchfeld |  |  |       |  |  |                                             |  |  |                                                 |  |
| 3. Adelaide zu Castel-Castell          |                                       | 13. Amalie zu Löwenstein-Wertheim-Virneburg         |                                                      |  |  |       |  |  |                                             |  |  |                                                 |  |
|                                        |                                       | 14. Karl Ludwig I zu Hohenlohe-Langenburg           | 28. Christian Albrecht zu Hohenlohe-Langenburg       |  |  |       |  |  |                                             |  |  |                                                 |  |
|                                        |                                       | 14. Karl Ludwig I zu Hohenlohe-Langenburg           | 28. Christian Albrecht zu Hohenlohe-Langenburg       |  |  |       |  |  |                                             |  |  |                                                 |  |
|                                        |                                       | 14. Karl Ludwig I zu Hohenlohe-Langenburg           | 29. Caroline zu Stolberg-Gedern                      |  |  |       |  |  |                                             |  |  |                                                 |  |
| 7. Emilie zu Hohenlohe-Langenburg      |                                       | 14. Karl Ludwig I zu Hohenlohe-Langenburg           |                                                      |  |  |       |  |  |                                             |  |  |                                                 |  |
|                                        |                                       | 15. Amalie Henriette Charlotte zu Solms-Baruth      | 30. Johann Christian Graf zu Solms-Baruth            |  |  |       |  |  |                                             |  |  |                                                 |  |
|                                        |                                       | 15. Amalie Henriette Charlotte zu Solms-Baruth      | 30. Johann Christian Graf zu Solms-Baruth            |  |  |       |  |  |                                             |  |  |                                                 |  |
|                                        |                                       | 15. Amalie Henriette Charlotte zu Solms-Baruth      | 31. Friederike von Reuß-Schleitz zu Köstritz         |  |  |       |  |  |                                             |  |  |                                                 |  |
|                                        |                                       | 15. Amalie Henriette Charlotte zu Solms-Baruth      |                                                      |  |  |       |  |  |                                             |  |  |                                                 |  |